# Lemula gorodinskii
Lemula gorodinskii är en skalbaggsart som beskrevs av Holzschuh 1999. Lemula gorodinskii ingår i släktet Lemula och familjen långhorningar. Inga underarter finns listade i Catalogue of Life.